# 10782 Hittmair
10782 Hittmair è un asteroide della fascia principale. Scoperto nel 1991, presenta un'orbita caratterizzata da un semiasse maggiore pari a 2,2176470 UA e da un'eccentricità di 0,1506005, inclinata di 4,03981° rispetto all'eclittica.